# Ban-de-Laveline
Ban-de-Laveline  es una población y comuna francesa, en la región de Lorena, departamento de  Vosgos, en el distrito de Saint-Dié-des-Vosges y cantón de Saint-Dié-des-Vosges-Est. Conserva un estilo apacible y tranquilo de hace décadas además de ser un lugar de gran valor para historiadores ya que fue una zona relevante durante la Gran guerra.

## Demografía
| 1035 | 1036 | 1078 | 1174 | 1240 | 1216 |
| Para los censos de 1962 a 1999 la población legal corresponde a la población sin duplicidades (Fuente: INSEE [Consultar]) |      |      |      |      |      |